# Mitch Hildebrandt
Mitchell A. Hildebrandt (Livonia, Míchigan, Estados Unidos; 12 de noviembre de 1988) es un exfutbolista americano. Jugaba de portero.
Desde enero de 2020 es el entrenador de arqueros del Sporting Kansas City II de la USL Championship.

## Trayectoria

### Periodo universitario y amateur
En su periodo de universitario jugó para la Universidad de Oakland desde el 2009. Terminó este periodo con 249 atajadas y 19 vallas invictas.
Durante este tiempo, Hildebrandt jugó también en la USL Premier Development League con Kalamazoo Outrage y Michigan Bucks.

### Profesionalismo
El 3 de abril de 2012 firmó por el Minnesota Stars FC (renombrado Minnesota United FC en 2013) de la North American Soccer League. Debutó profesionalmente el 25 de mayo de 2012 en el empate sin goles ante el Atlanta Silverbacks.
Fichó por el FC Cincinnati de la United Soccer League en 2016.
Pasó dos temporadas en Cincinnati para luego fichar por el Atlanta United FC de la Major League Soccer el 1 de diciembre de 2017.
Hildebrandt fue liberado por Atlanta al término de la temporada 2018.
El 23 de febrero de 2019 mediante su Twitter  anunció su retiro como profesional.

## Clubes

### Como entrenador de arqueros
| Club                    | País           | Año       |
| ----------------------- | -------------- | --------- |
| Sporting Kansas City II | Estados Unidos | 2020-Act. |

## Estadísticas
Actualizado al último partido disputado el 21 de septiembre de 2018.
| Minnesota Stars FC Estados Unidos     |               |               |    |   |   |   |   |    |     |   |
| 3.ª                                   | 2012          | 3             | 0  | 0 | 0 | - | - | 3  | 0   |   |
| 3.ª                                   | 2013          | 2             | 0  | 0 | 0 | - | - | 2  | 0   |   |
| 3.ª                                   | 2014          | 9             | 0  | 2 | 0 | - | - | 11 | 0   |   |
| 3.ª                                   | 2015          | 7             | 0  | 1 | 0 | - | - | 8  | 0   |   |
| Total club                            | Total club    | 21            | 0  | 3 | 0 | 0 | 0 | 24 | 0   |   |
| FC Cincinnati Estados Unidos          |               |               |    |   |   |   |   |    |     |   |
| 2.ª                                   | 2016          | 31            | 0  | 1 | 0 | - | - | 32 | 0   |   |
| 2.ª                                   | 2017          | 32            | 0  | 5 | 0 | - | - | 37 | 0   |   |
| Total club                            | Total club    | 63            | 0  | 6 | 0 | 0 | 0 | 69 | 0   |   |
| Atlanta United Estados Unidos         |               |               |    |   |   |   |   |    |     |   |
| 1.ª                                   | 2018          | 0             | 0  | 0 | 0 | - | - | 0  | 0   |   |
| Total club                            | Total club    | 0             | 0  | 0 | 0 | 0 | 0 | 0  | 0   |   |
| Atlanta United 2 Estados Unidos       |               |               |    |   |   |   |   |    |     |   |
| 2.ª                                   | 2018          | 8             | 0  | - | - | - | - | 8  | 0   |   |
| Total club                            | Total club    | 8             | 0  | 0 | 0 | 0 | 0 | 8  | 0   |   |
| Total carrera                         | Total carrera | Total carrera | 92 | 0 | 9 | 0 | 0 | 0  | 101 | 0 |
| (1) Incluye datos de la U.S. Open Cup |               |               |    |   |   |   |   |    |     |   |